# Campionati del mondo di atletica leggera 2009 - Marcia 20 km femminile
La competizione si è svolta su turno unico, la mattina del 16 agosto 2009.

## Record
Prima di questa competizione, il record del mondo (WR) e il record dei campionati (CR) erano i seguenti.

## Finale
Il via alla competizione è stato dato domenica 16 agosto alle ore 12:00 CEST.

| #       | Atleta                  | Paese       | Tempo     | Note                                     |
| ------- | ----------------------- | ----------- | --------- | ---------------------------------------- |
| Oro     | Olive Loughnane         | Irlanda     | 1h 28'58" | Miglior prestazione personale stagionale |
| Argento | Hong Liu                | Cina        | 1h 29'10" | Miglior prestazione personale stagionale |
| Bronzo  | Anisya Kirdyapkina      | Russia      | 1h 30'09" |                                          |
| 4       | Vera Santos             | Portogallo  | 1h 30'35" |                                          |
| 5       | Beatriz Pascual         | Spagna      | 1h 35'40" |                                          |
| 6       | Masumi Fuchise          | Giappone    | 1h 31'15" |                                          |
| 7       | Kristina Saltanovic     | Lituania    | 1h 31'23" | Miglior prestazione personale stagionale |
| 8       | Elisa Rigaudo           | Italia      | 1h 31'52" |                                          |
| 9       | Susana Feitor           | Portogallo  | 1h 32'41" |                                          |
| 10      | Inês Henriques          | Portogallo  | 1h 32'48" |                                          |
| 11      | Kumi Otoshi             | Giappone    | 1h 33'05" |                                          |
| 12      | Larisa Emelyanova       | Russia      | 1h 34'31" |                                          |
| 13      | Vera Sokolova           | Russia      | 1h 34'51" |                                          |
| 14      | Sniazhana Yurchanka     | Bielorussia | 1h 34'57" |                                          |
| 15      | Ana Maria Groza         | Romania     | 1h 35'19" |                                          |
| 16      | Valentina Trapletti     | Italia      | 1h 35'33" | Miglior prestazione personale stagionale |
| 17      | Mingxia Yang            | Cina        | 1h 35'42" |                                          |
| 18      | Zuzana Schindlerová     | Rep. Ceca   | 1h 35'52" |                                          |
| 19      | Tania Regina Spindler   | Brasile     | 1h 35'54" |                                          |
| 20      | Evaggelía Xinoú         | Grecia      | 1h 35'36" |                                          |
| 21      | Jess Rothwell           | Australia   | 1h 36'01" |                                          |
| 22      | Claudia Ștef            | Romania     | 1h 36'09" |                                          |
| 23      | Juan Manuel Molina      | Spagna      | 1h 24'00" |                                          |
| 24      | Brigita Virbalyté       | Lituania    | 1h 36'28" |                                          |
| 25      | Marie Polli             | Svizzera    | 1h 36'44" |                                          |
| 26      | Zuzana Malíková         | Slovacchia  | 1h'37'45" |                                          |
| 27      | Claire Tallent          | Australia   | 1h 38'12" |                                          |
| 28      | Yerko Araya             | Cile        | 1h 24'49" |                                          |
| 29      | Geovana Irusta          | Bolivia     | 1h 39'16" |                                          |
| 30      | Chaima Trabelsi         | Tunisia     | 1h 39"50" |                                          |
| 31      | Svetlana Tolstaya       | Kazakistan  | 1h 40'41" | Miglior prestazione personale stagionale |
| 32      | Johana Ordóñez          | Ecuador     | 1h 42'57" |                                          |
| 33      | Anamaria Greceanu       | Romania     | 1h 43'35" |                                          |
| 34      | Rachel Lavallée         | Canada      | 1h 45'45" |                                          |
| 35      | Olha Yakovenko          | Ucraina     | 1h 45'55" |                                          |
| 36      | Cristina López          | El Salvador | 1h 47'53" | Miglior prestazione personale stagionale |
|         | Cheryl Webb             | Australia   | SQ        |                                          |
|         | Yawei Yang              | Cina        | SQ        |                                          |
|         | Johanna Jackson         | Regno Unito | SQ        |                                          |
|         | María Hatzipanayiotídou | Grecia      | SQ        |                                          |
|         | Mayumi Kawasaki         | Giappone    | SQ        |                                          |
|         | Kjersti Plätzer         | Norvegia    | SQ        |                                          |
|         | Monica Svensson         | Svezia      | SQ        |                                          |
|         | María Vasco             | Spagna      | NF        |                                          |
|         | Sabine Krantz           | Germania    | NF        |                                          |
|         | Mária Gáliková          | Slovacchia  | NF        |                                          |
|         | Teresa Vaill            | Stati Uniti | NF        |                                          |
|         | Olga Kaniskina          | Russia      | 1h 28'09" | dq                                       |

Leggenda: SQ = squalificato; NF = ritirato.